# أماديو أورتيغا
أماديو أورتيغا (بالإسبانية: Amadeo Ortega)‏ لاعب كرة قدم باراغواياني راحل كان يجيد اللعب في خط الهجوم .
لعب طوال مسيرته الرياضية في نادي ريفر بليت مونتيفيديو الأوروغواياني . شارك مع منتخب الباراغواي في بطولة كأس العالم 1930 في الأوروغواي كما شارك في بطولة كأس أمريكا الجنوبية 1937 حيث سجل هدفين في 3 مباريات .

## روابط خارجية
- أماديو أورتيغا على موقع الاتحاد الدولي (مؤرشف)  (الإنجليزية)
- أماديو أورتيغا على موقع ناشيونال فوتبول تيمز (الإنجليزية)
- أماديو أورتيغا على موقع Soccerway.com (الإنجليزية)
- أماديو أورتيغا على موقع عالم كرة القدم.نت (الإنجليزية)
- هذه السيرة الذاتية